# Psychomyiella fulmeki
Psychomyiella fulmeki är en nattsländeart som beskrevs av Georg Ulmer 1930. Psychomyiella fulmeki ingår i släktet Psychomyiella och familjen tunnelnattsländor. Inga underarter finns listade i Catalogue of Life.